# 林榮 (天順進士)
林榮（1434年—？），字孟仁，廣東廣州府番禺縣人，明朝政治人物。進士出身。

## 生平
廣東鄉試第七名。天順八年（1464年）甲申科會試第一百二十名，殿試登進士第三甲第一百一十九名。

## 家族
曾祖父林喬。祖父林永秀。父亲林時。